# Zbigniew Sokola-Maniecki

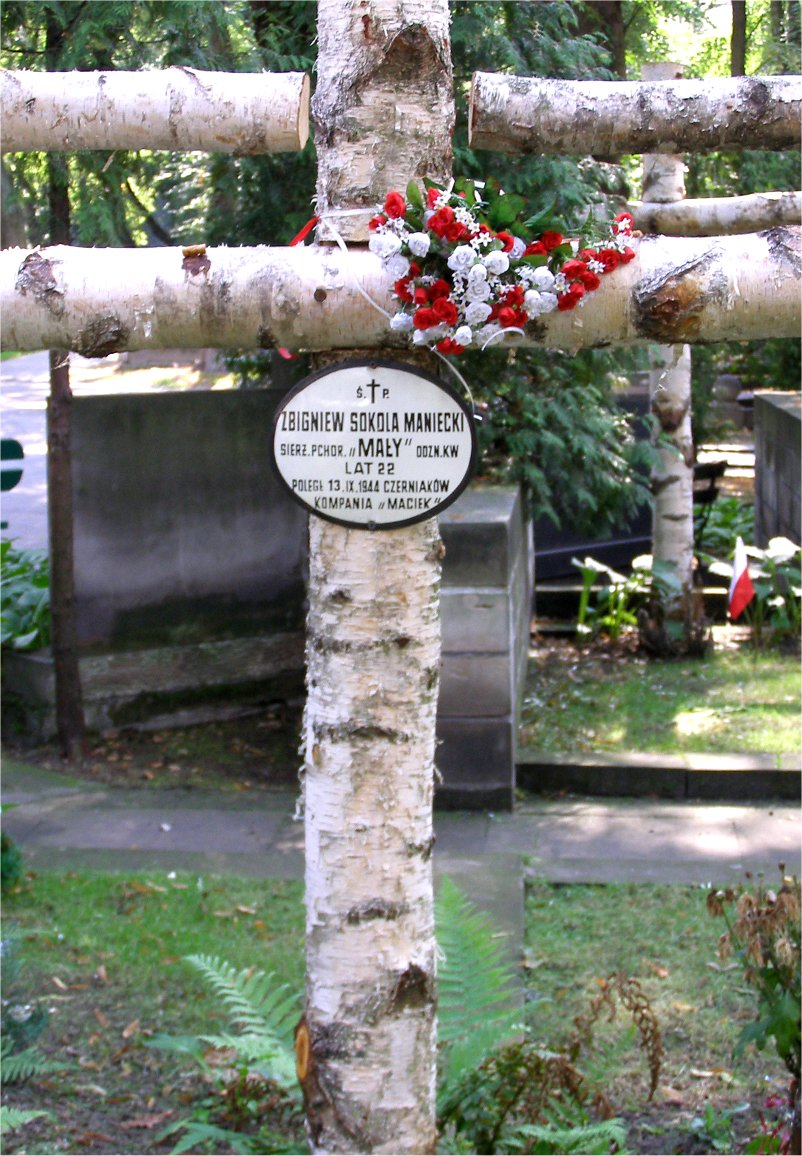
Mogiła na Powązkach

Zbigniew Sokola-Maniecki ps. „Mały” (ur. 17 kwietnia 1922 w Warszawie, zm. 13 września 1944 tamże) – sierżant, podchorąży, uczestnik powstania warszawskiego jako dowódca drużyny w 1. kompanii „Maciek” II plutonu batalionu „Zośka” Armii Krajowej. Syn Romualda.
W czasie okupacji niemieckiej działał w konspiracji. 26 kwietnia 1944 roku uczestniczył w akcji „Sonderwagen”.
W powstaniu warszawskim walczył ze swoim oddziałem na Woli, Starym Mieście i Czerniakowie. Ranny 13 września 1944 w walkach w rejonie ul. Czerniakowskiej 16, zmarł w szpitalu polowym nr 3 w budynku ZUS-u przy Czerniakowskiej 231 na Czerniakowie. Miał 21 lat. Został odznaczony Krzyżem Walecznych. Pochowany w kwaterach żołnierzy i sanitariuszek batalionu „Zośka” na Cmentarzu Wojskowym w Warszawie (kwatera A20-3-7).